# Canal de la Haute-Saône
Der Canal de la Haute-Saône [kanal də la ot son] (auch Canal de Montbéliard à la Haute-Saône oder Canal de Belfort, deutsch: Haute-Saône-Kanal) ist ein unvollendeter Schifffahrtskanal in Frankreich, der den Canal du Rhône au Rhin (deutsch: Rhein-Rhône-Kanal) mit der oberen Saône verbinden sollte. Fertiggestellte Teile des Kanals liegen im Norden des Départements Doubs und im Südwesten des Territoire de Belfort. Die Fortsetzung im Département Haute-Saône kam nie über das Planungsstadium hinaus. 2018 wurden der Kanal für die Schifffahrt gesperrt.

## Geschichte
Nach dem Verlust des Elsass 1871 im Deutsch-Französischen Krieg beschloss die Regierung der Dritten Französischen Republik den Bau eines Kanals an der Ostgrenze, der die durch das Elsass verlaufenden Teile des Canal du Rhône au Rhin und des Canal de la Marne au Rhin (deutsch Rhein-Marne-Kanal) ersetzen sollte. Dieser Canal de l’Est (heute: Canal des Vosges) verbindet die Mosel mit der Saone und wurde Anfang der 1880er Jahre fertiggestellt. 
Mit dem Canal de l’Est bestand wieder eine auf französischem Gebiet verlaufende Verbindung zwischen den Industrieregionen um Montbéliard/Belfort und in Lothringen, die allerdings 62 Prozent länger war als die alte Route durch das Elsass (481 Kilometer zu 296 Kilometer in der Relation Nancy–Montbéliard). Eine bessere Verbindung wurde für notwendig erachtet, da die Eisenproduktion in Lothringen trotz der Gebietsverluste im Krieg bald die Vorkriegsproduktion übertraf und Unternehmen aus dem südlichen Elsass in der Region um Montbéliard/Belfort Tochtergesellschaften gründeten, um ihre Absatzmärkte in Frankreich zu halten.
Der Canal de la Haute-Saône entstand als Teil des von Transportminister Charles de Freycinet initiierten und 1879 beschlossenen Ausbauprogramms. Der Kanal umgeht die Vogesen im Südwesten; mit der gewählten Trasse konnten auch die Kohlebergwerke bei Ronchamp an das französische Kanalnetz angebunden werden. Baubeginn war 1882. Insbesondere der Bau der Scheitelhaltung war aufwändig; bald zeigte sich, dass die Kosten deutlich höher ausfallen würden als vorab kalkuliert. Zwischen 1894 und 1897 sowie während des Ersten Weltkriegs war der Bau unterbrochen.
Nach dem Weltkrieg gehörte das Elsass wieder zu Frankreich, so dass der Hauptgrund für den Kanalbau entfiel. Auch war zu erwarten, dass die Bergwerke von Ronchamp weniger Frachtaufkommen liefern werden, da mehr Kohle vor Ort verbraucht wurde, beispielsweise in Kraftwerken. Zwischen Oktober 1919 und August 1921 wurden Studien für den 50 Kilometer langen, noch nicht in Bau befindlichen Teil des Kanals durchgeführt. Baumaßnahmen nach 1919 beschränkten sich auf den 33 Kilometer langen, bereits weitgehend fertiggestellten Teil des Kanals. In den 1920er Jahren gab es die Idee, den Canal de la Haute-Saône für eine neue, für größere Schiffe dimensionierte Verbindung zwischen Rhein und Rhone zu nutzen. Mit dieser Neutrassierung wäre der Abschnitt des Canal du Rhône au Rhin im Tal des Doubs umgangen worden, dessen Ausbau aufwändig gewesen wäre. Die Pläne wurden nicht realisiert.
Im März 1923 wurde der circa 10 Kilometer lange Abschnitt zwischen dem Abzweig vom Canal du Rhône au Rhin und Botans für die Schifffahrt eröffnet. Damit waren im rund 5 Kilometer südlich von Belfort gelegenen Botans sowie in Châtenois-les-Forges zwei kleine Hafenbecken an das französische Kanalnetz angeschlossen.

## Verlauf
Der realisierte Teil des Kanals zweigt in Fesches-le-Châtel, 6,5 km östlich von Montbéliard, vom Canal du Rhône au Rhin ab ⊙, überquert die Allan und verläuft im Tal der Savoureuse über die Orte Brognard, Dambenois, Trévenans und Bermont bis zum Hafen von Botans ⊙. Belfort im Südwesten umgehend, nutzt der Kanal das Tal der Douce und erreicht über Andelnans, Bavilliers und Essert den Ort Châlonvillars, wo die Wasserscheide zum Allaine-Zufluss Lizaine überschritten wird. Der Kanal durchquert das obere Lizainetal und endet nach der Wasserscheide zum Rahin ⊙.
Gemäß der zwischen 1919 und 1921 entstandenen Planung sollte der Kanal von Ronchamp bis La Côte im Tal des Rahin verlaufen und dann – die Stadt Lure nördlich umgehend – in das Tal der Lanterne bei Quers wechseln. Ab Quers sollte die Trasse der Lanterne über Ailloncourt, La Chapelle-lès-Luxeuil, Baudoncourt bis Sainte-Marie-en-Chaux folgen. Die Flussschleife bei Conflans-sur-Lanterne abkürzend, sollte der Kanal ab Mersuay neben einer mittlerweile stillgelegten Eisenbahnstrecke verlaufen und zwischen Conflandey und Port-d'Atelier (zu Faverney) in die Saône münden ⊙.

östliche Schleusentreppe
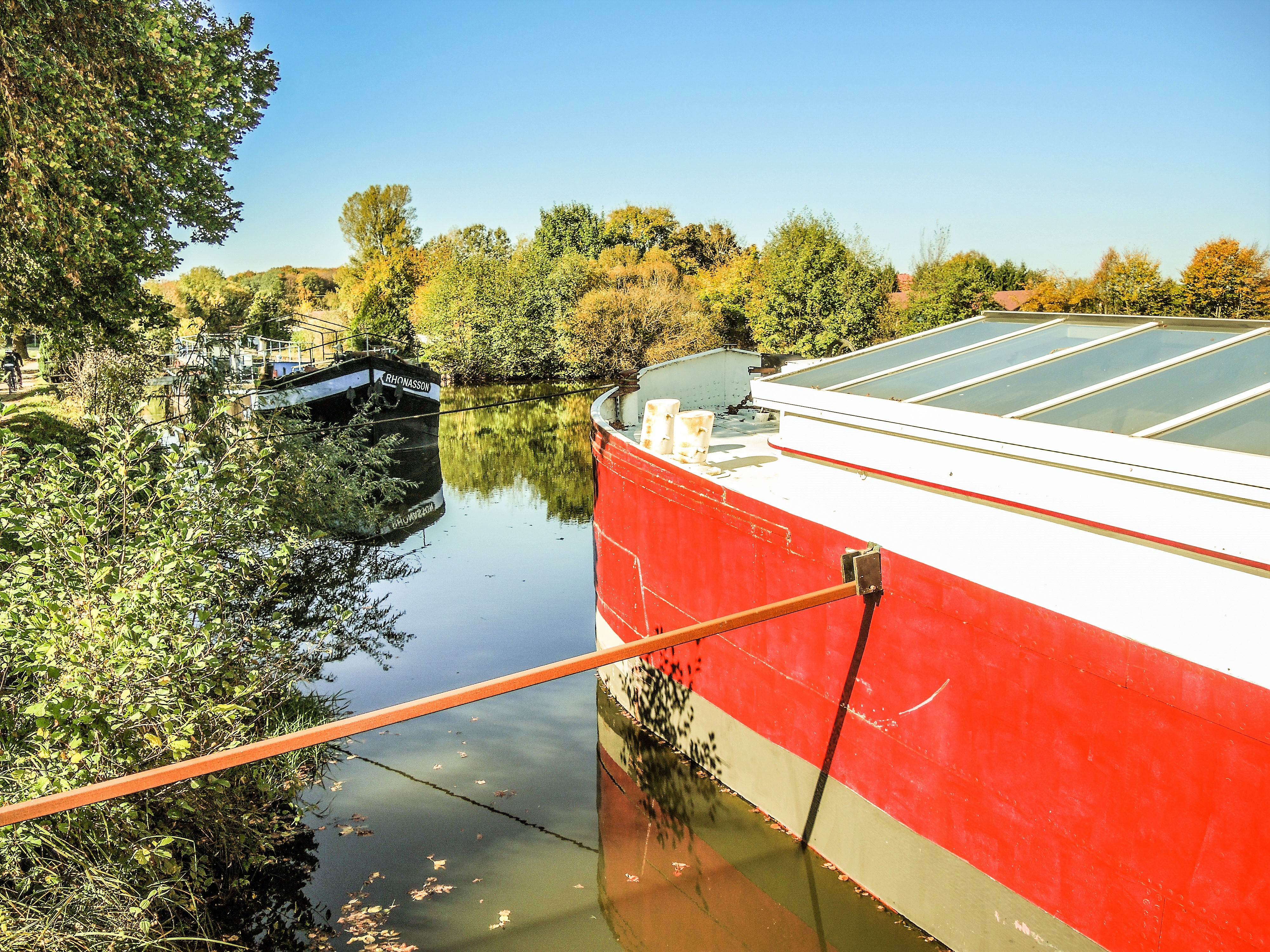
Schiffe im Hafen Botans (2017)
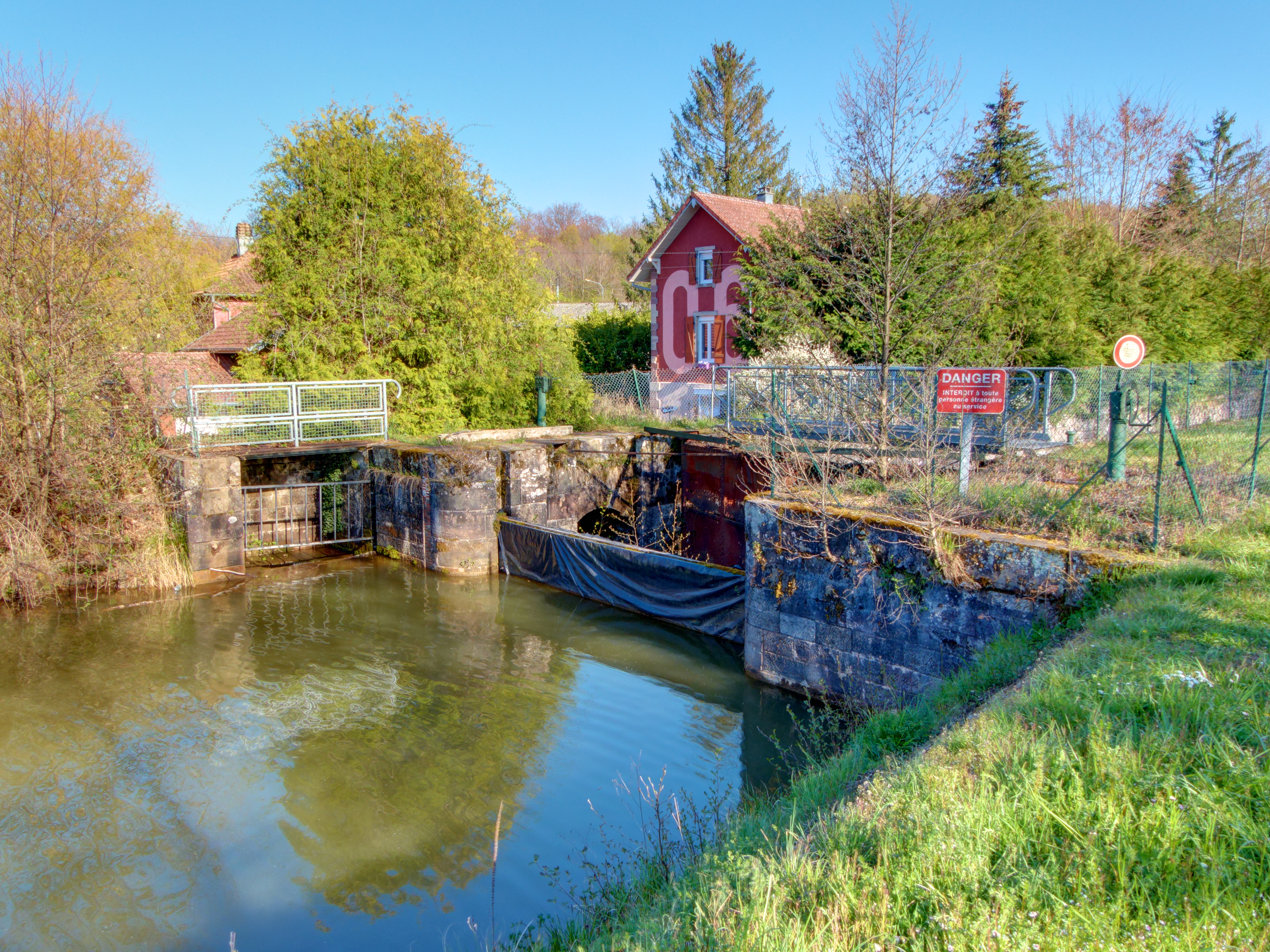
Schleuse bei Bavilliers
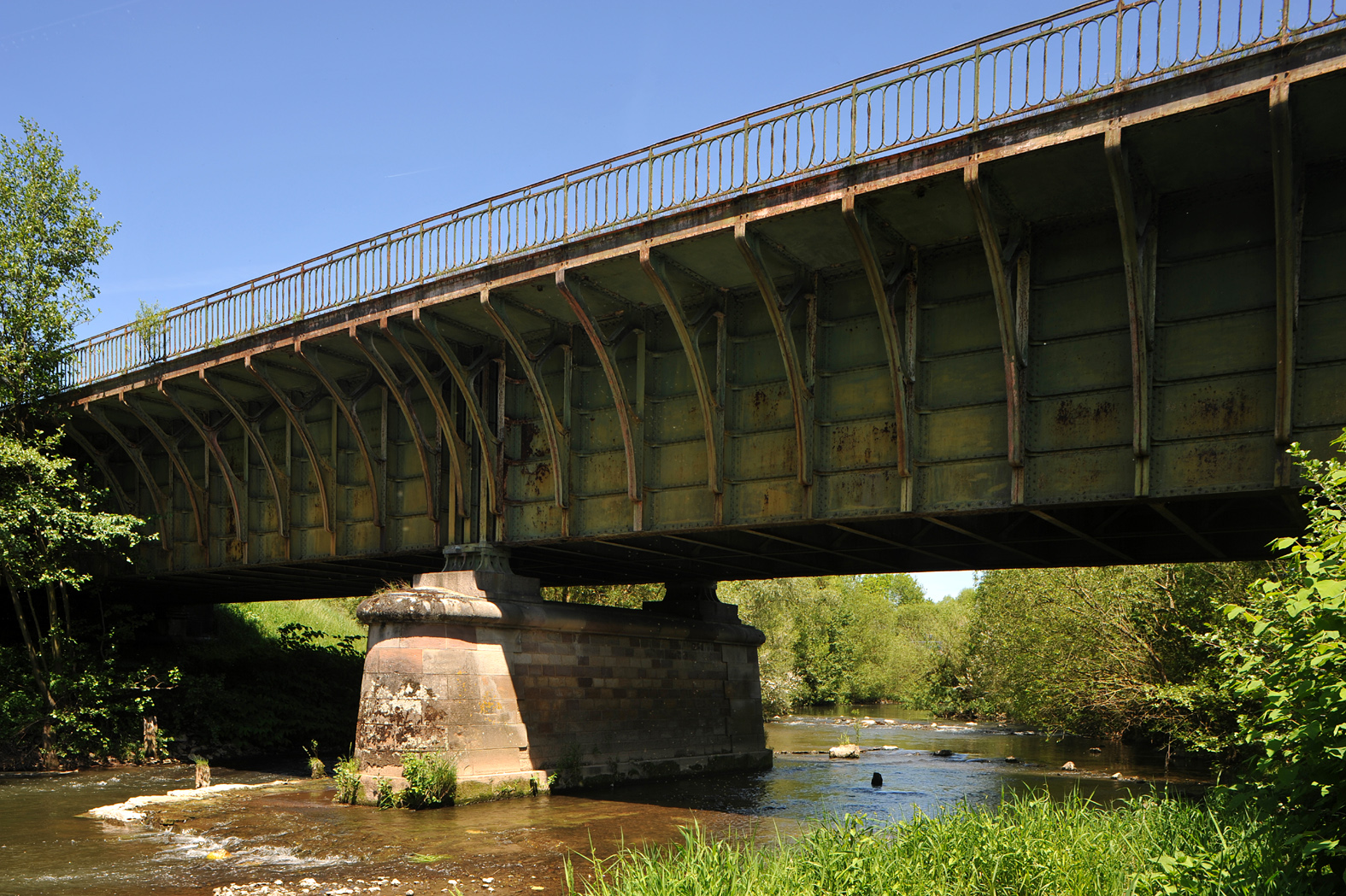
Kanalbrücke über die Savoureuse

## Technische Infrastruktur
Die Schleusen sind für Schiffe der Normgröße Freycinet ausgebaut. Der fertiggestellte Teil des Kanals ist vom Typus her ein Stichkanal. Geplant war der Bau eines Wasserscheidenkanals, bestehend aus folgenden Teilen:
- östliche Schleusentreppe, gebaut, vom Canal du Rhône au Rhin (325 m) zur Scheitelhaltung mit 14 Schleusen und einem Höhenunterschied von 50 Metern.
- Scheitelhaltung (375 m): Die vollständige gebaute, 10,25 Kilometer lange Scheitelhaltung beginnt bei Châlonvillars, am östlichen Ende liegt der Tunnel de la Forêt (⊙ Länge circa 700 Meter[7]), am westlichen Ende der Tunnel de Chérimont (⊙ 1330 Meter). Der Bau der Scheitelhaltung war wegen des bewegten Reliefs besonders aufwändig.
- westliche Schleusentreppe, nicht gebaut, von der Scheitelhaltung zur Saône (212 m) mit 40 Schleusen und einem Höhenunterschied von 163 Metern.

Scheitelhaltung
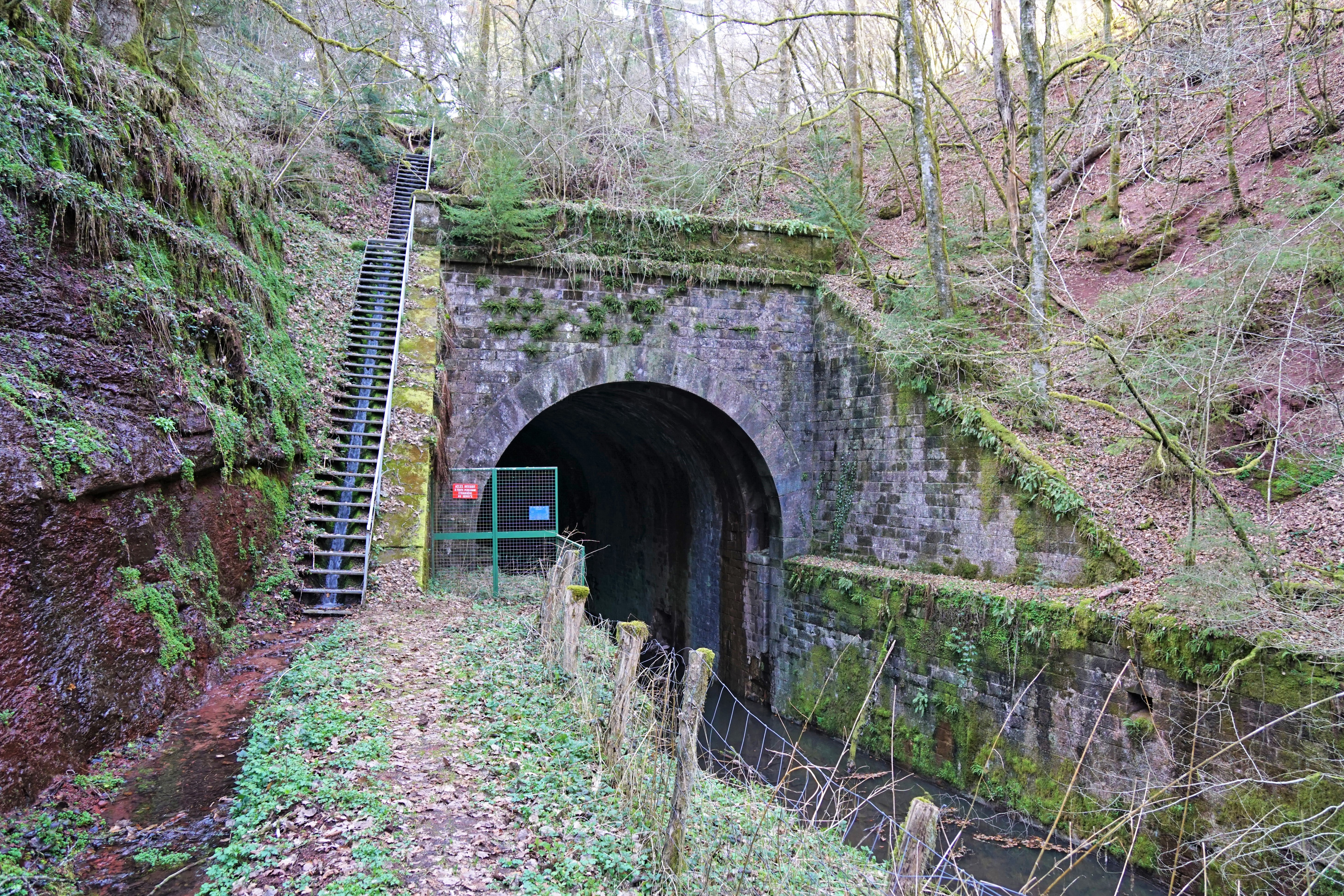
Tunnel du Chérimont
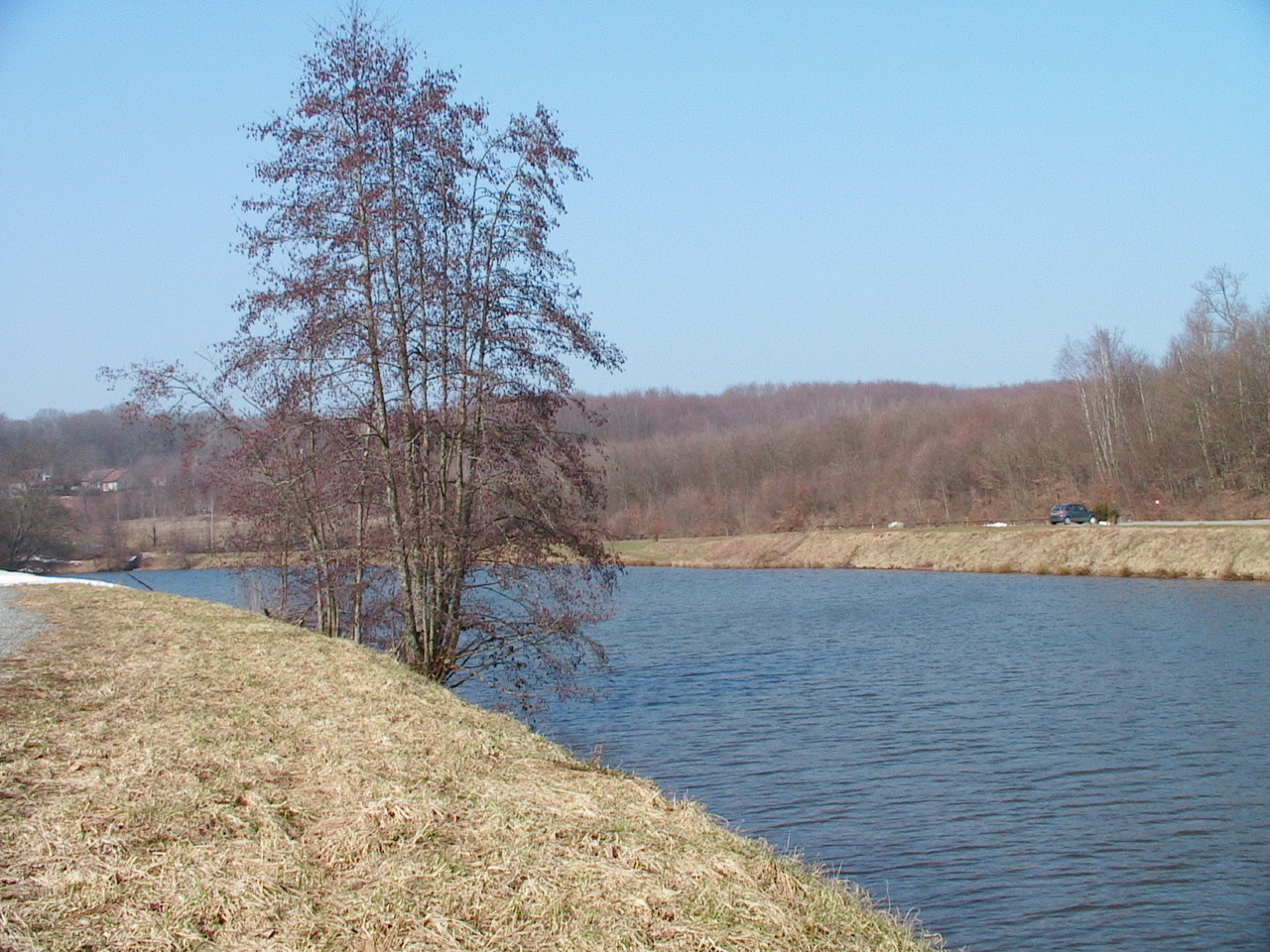
Hafenbecken von Frahier
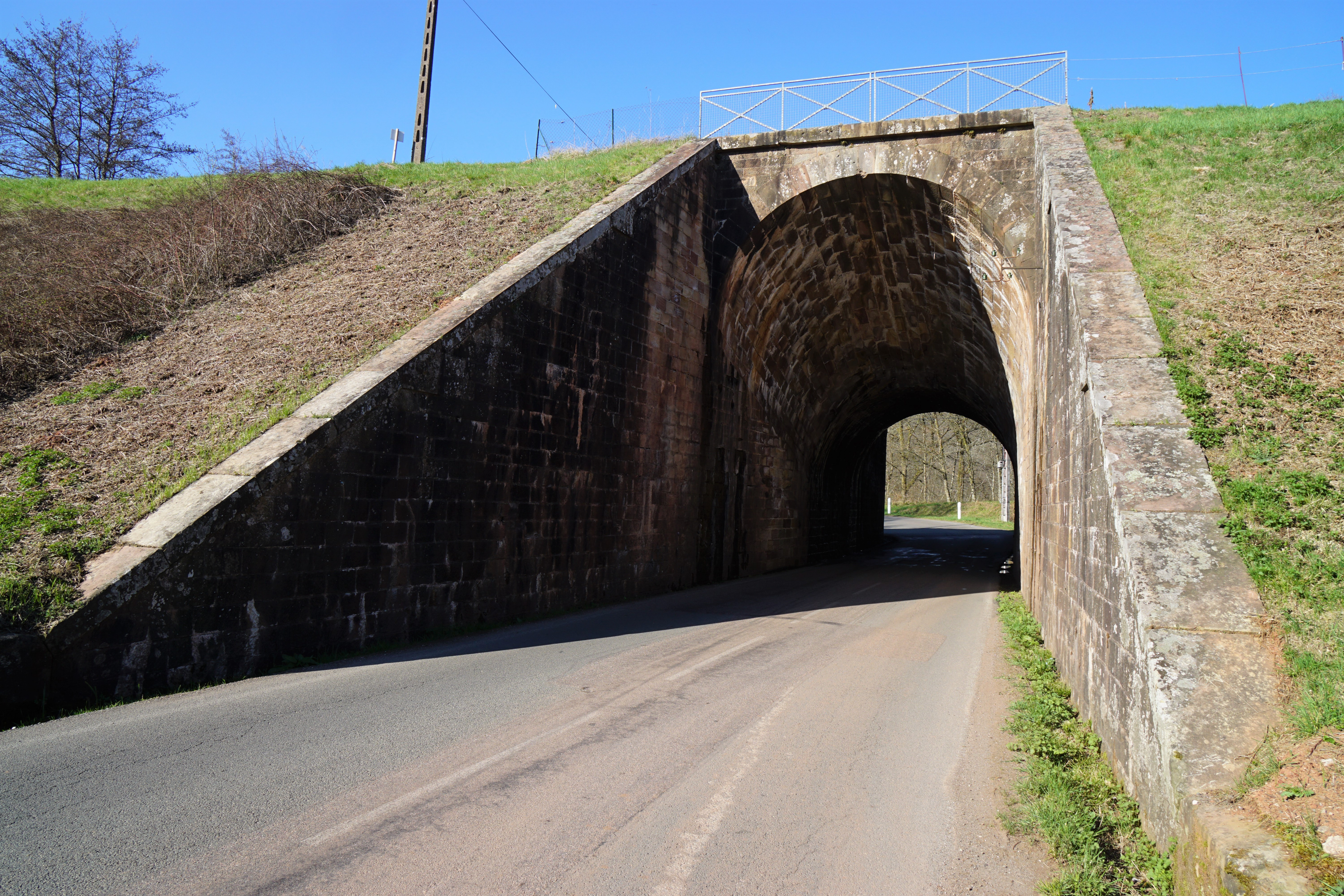
Kanalbrücke bei Frahier
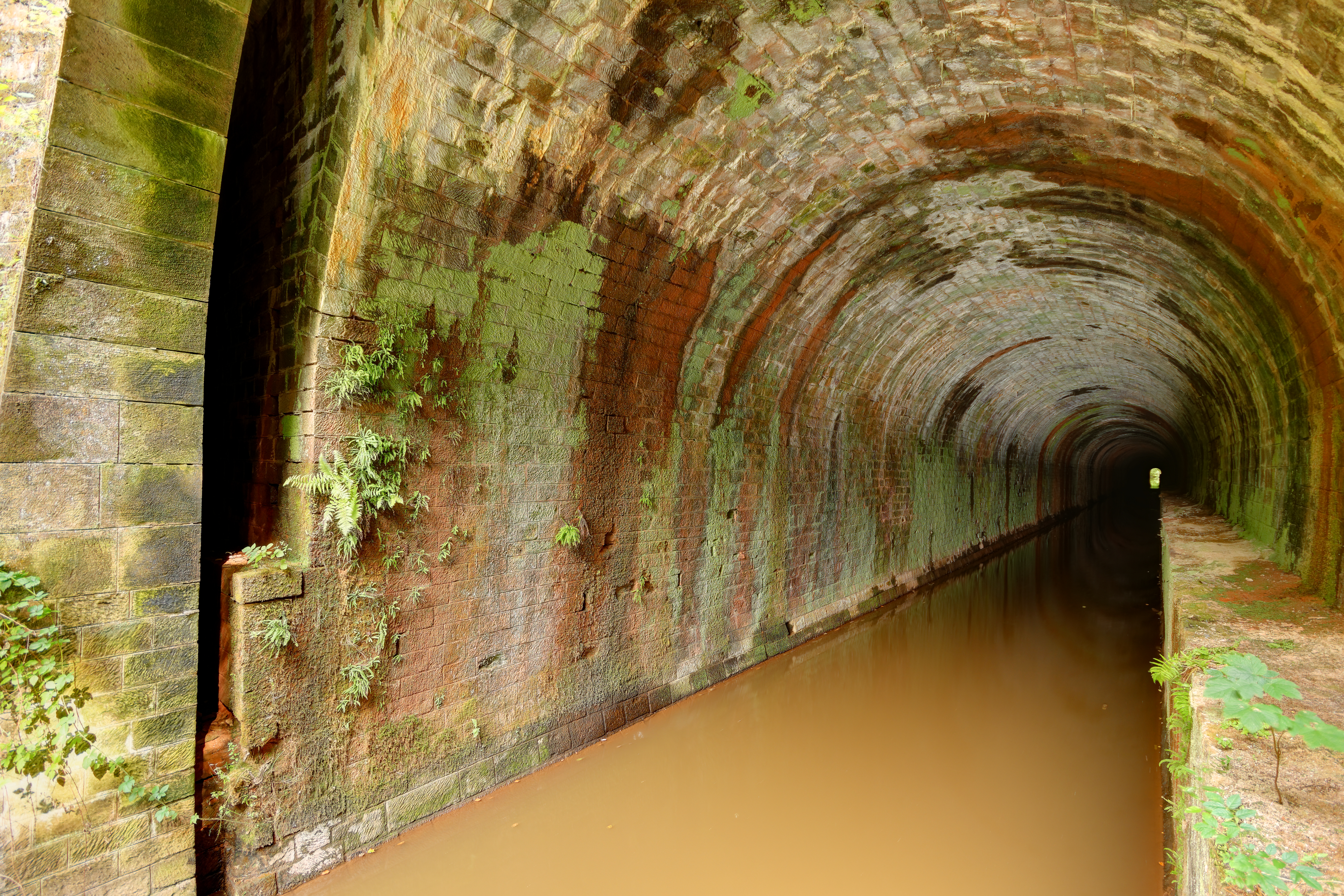
Tunnel de la Forêt

Die Wasserversorgung des Kanals erfolgt aus dem Rahin, dem bei Plancher-Bas ⊙ bis zu 7 m³/s Wasser entnommen werden können, die über einen rund 2,8 Kilometer langen Speisekanal bis zum Stausee Bassin de Champagney ⊙ fließen. Der Stausee mit einer Fläche von 106 Hektar, einem Stauziel von 412 m und einem Nutzvolumen von rund 13 Millionen Kubikmeter wird von einer rund 800 Meter langen und bis zu 35 Meter hohen gemauerten Gewichtsstaumauer aufgestaut. Wenn bei trockenen Verhältnissen dem Rahin nicht genügend Wasser entnommen werden kann, erfolgt die Versorgung des Kanals aus dem Stausee. Vom Bassin de Champagney führt ein zweiter, rund 2,5 Kilometer langer Speisekanal zum Hafen von Frahier ⊙ in der Scheitelhaltung.

Wasserversorgung
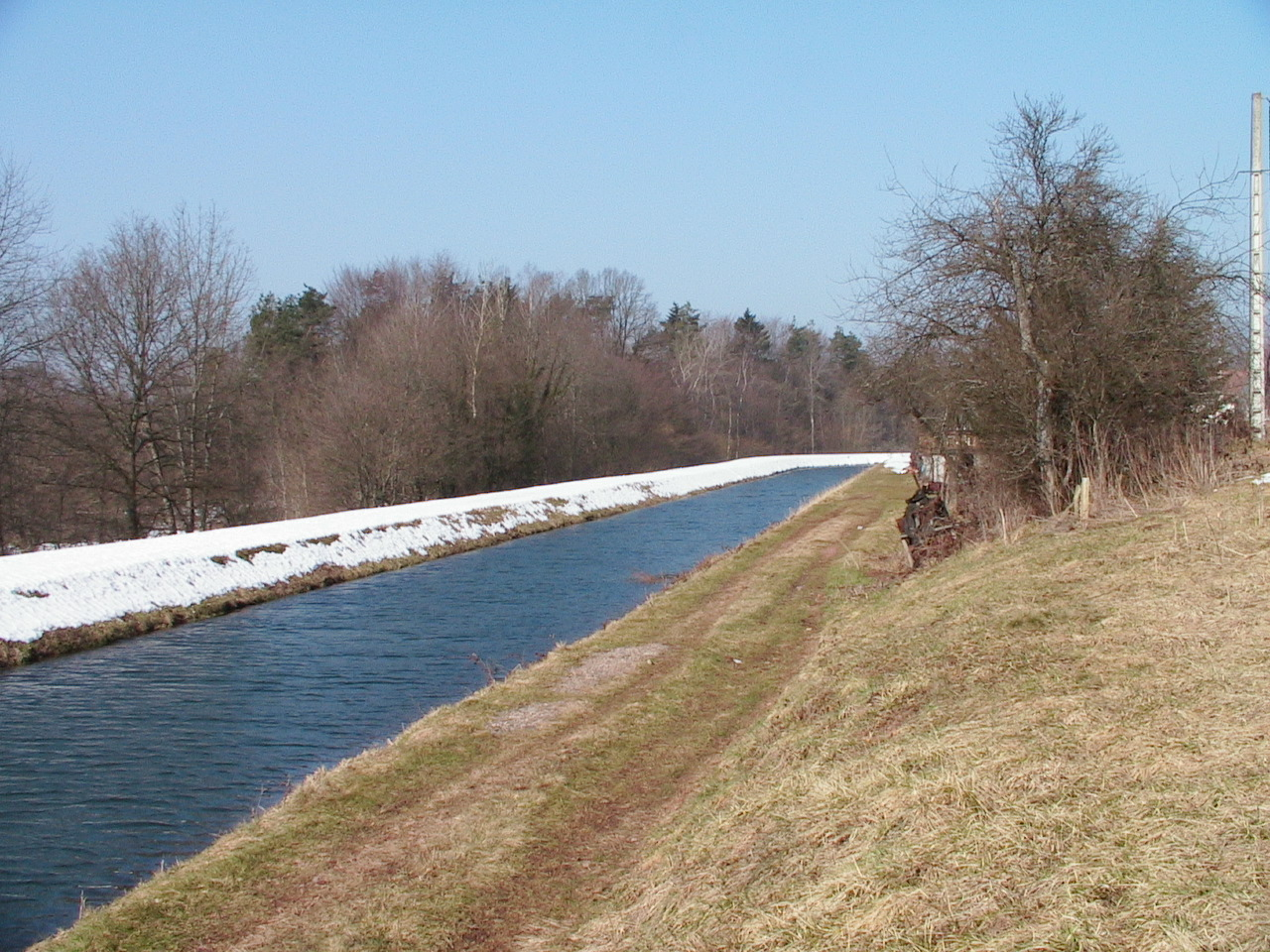
Speisekanal Rahin–Bassin de Champagney
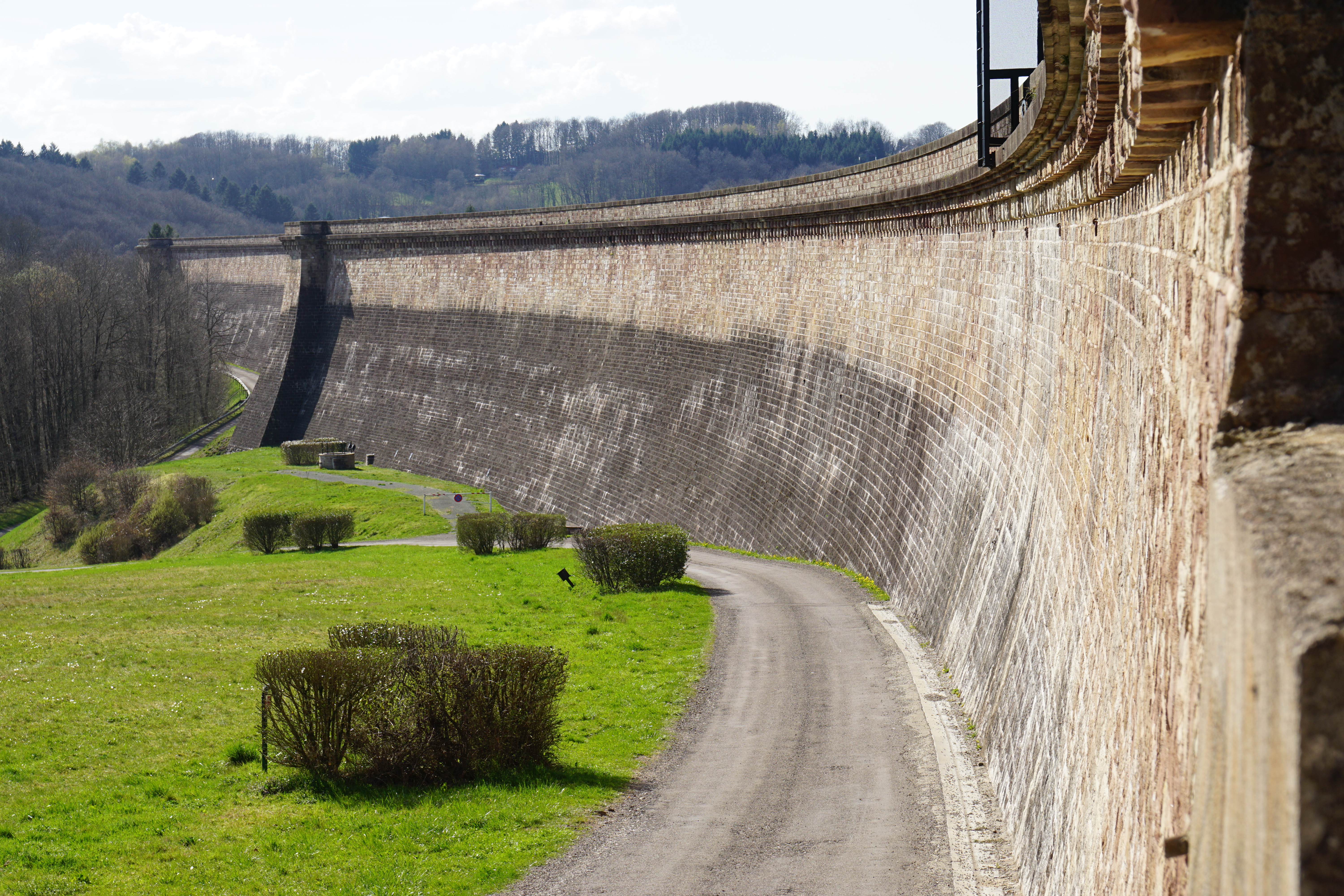
Bassin de Champagney, Staumauer
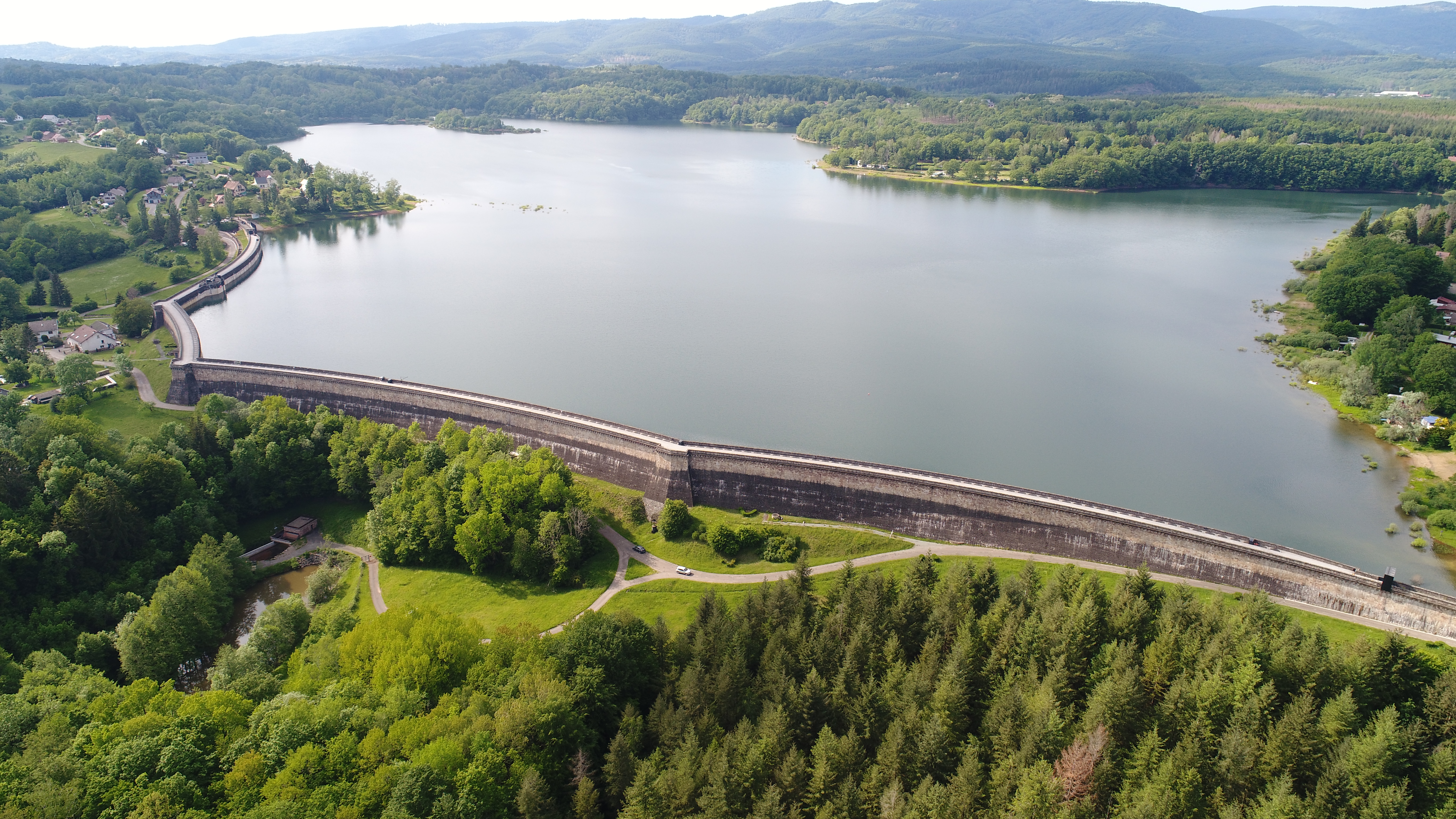
Bassin de Champagney, Luftbild

## Nutzung
Als Schifffahrtsweg blieb der Canal de la Haute-Saône unbedeutend. Der Umschlag in den beiden Häfen bei Botans und Châtenois-les-Forges erreichte in den Jahren 1923 bis 1930 nie mehr als wenige Tausend Tonnen pro Jahr. Im 20. Jahrhundert nahm der Frachtverkehr auf den französischen Binnenkanälen ab, allerdings nahm der Freizeitverkehr zu. Nach Angaben von 2014 wurde der Kanal von rund 30 Schiffen im Jahr genutzt.
Die Sperrung des Kanals für die Schifffahrt im Mai 2018 wurde mit den geringen Verkehrszahlen und den hohen Unterhaltskosten begründet. Zudem bestanden Probleme mit Leckagen, vor allem im Abschnitt zwischen Bavilliers und Essert, wo im Untergrund verkarstete Schichten des Oberen Juras anstehen.
Auch nach der Einstellung der Schifffahrt wird der Canal de la Haute-Saône für die Wasserversorgung des Canal du Rhône au Rhin genutzt. Zwischen 1937 und 1949 wurde die Rigole de Belfort gebaut, die von einer Kanalhaltung bei Bavilliers ⊙ zur Scheitelhaltung des Canal du Rhône au Rhin bei Montreux-Château ⊙ führt. Der Speisegraben wird vor allem in den Sommermonaten genutzt, um die Scheitelhaltung besser mit Wasser zu versorgen. Er ist 16,2 Kilometer lang, wovon 9,8 Kilometer oberirdisch, 4,3 Kilometer in Tunneln und 2,2 Kilometer in Dükern verlaufen. Die offenen Abschnitte bestehen aus trapezförmigen Betonelementen mit einer Basisbreite von 0,5 Meter und einer Höhe von 1 Meter. Sie sind für einen Abfluss von 0,7 m³/s dimensioniert; der tatsächliche Abfluss ist deutlich geringer.
Die Ufer des Kanals sind ein beliebtes Naherholungsgebiet für die Menschen der Region. Am Ufer verläuft ein Radweg vom Canal du Rhône au Rhin bis nach Essert. Auch der Stausee von Champagney wird zur Naherholung genutzt.